# Laurent Rieppi

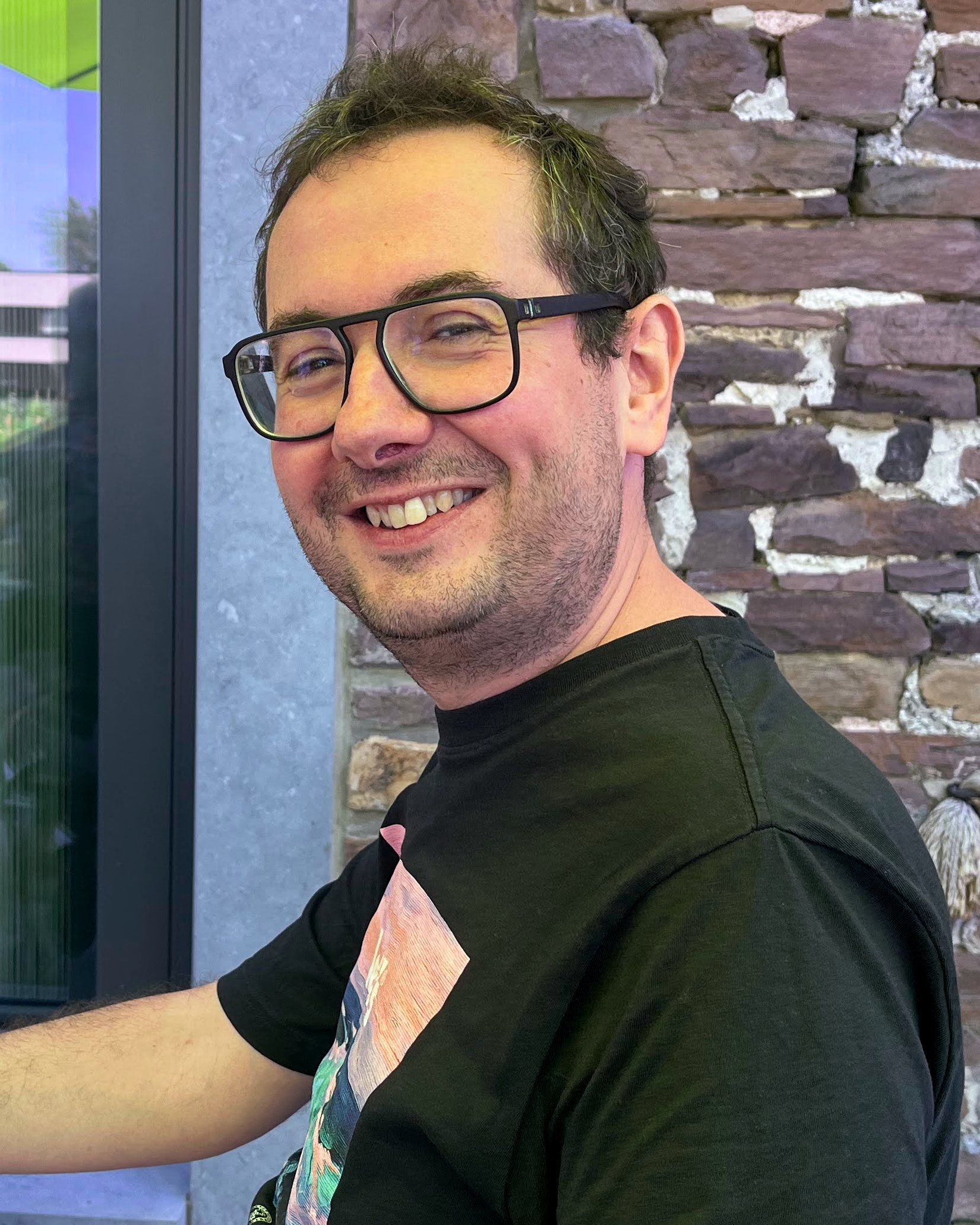
Laurent Rieppi, 2022

Laurent Rieppi (* 14. Oktober 1980 in Seraing) ist ein frankophoner belgischer Radiomoderator, Journalist, Musikhistoriker, Autor und Dozent, spezialisiert auf Rockmusik.

## Biografie
Schon in jungen Jahren entdeckte er die Welt der Rockmusik, inspiriert von seinem älteren Bruder Stéphane, der ihn mit Queen und Led Zeppelin vertraut machte.
Im Alter von 13 Jahren begann er seine Radiokarriere mit der Moderation von Sendungen auf einem lokalen freien Radiosender. Im Alter von 15 oder 16 Jahren entwickelte er zusammen mit einem Freund die Sendung Les Dinosaures, eine Anspielung auf die „Dinosaurier der Rockmusik“, in der Bands wie Deep Purple, Black Sabbath, Led Zeppelin und The Who erneut vorgestellt wurden. Diese Erfahrungen ermöglichten es ihm, die Grundlagen der Radioproduktion und -moderation zu erlernen.
Durch sein frühes Interesse am Internet und das aufkommende Web gründete er um die Jahrtausendwende die Webseite classic-rock.be, wodurch er seine Kompetenz in historischer und dokumentarischer Musikrecherche vertiefte.
Im Jahr 2003 erwarb er einen Bachelor in Kommunikationswissenschaft an der Hochschule der Provinz Lüttich. Während dieser Zeit sammelte er erste Erfahrungen bei RTBF als Praktikant für die Sendung Les Classiques von Marc Ysaye auf Radio 21. Heute arbeitet er als Redakteur bei Classic 21.

## Karriere

### Radio und Medien
Seit der Gründung des Senders am 1. April 2004 arbeitet Laurent Rieppi für den frankophonen belgischen Radiosender Classic 21, wo er Programme und Kolumnen schreibt, produziert und gelegentlich moderiert, mit einem besonderen Fokus auf die Geschichte der Rockmusik.
Durch seine Analysen und Anekdoten beleuchtet er ikonische Persönlichkeiten der Musik, wie Queen, David Bowie und Lou Reed, während er komplexe musikalische Konzepte verständlich erklärt und in ihren historischen Kontext einbettet.
Obwohl er sich zunächst auf Classic Rock der 1970er Jahre konzentrierte, hat sich sein Fachwissen mittlerweile auf Rock- und Popgenres von 1960 bis heute ausgeweitet. Dank seiner umfangreichen Kenntnisse und zahlreicher Kontakte in der Musikwelt gilt er als anerkannte Referenz für belgische und frankophone Zuhörer
Im Jahr 2008 entwickelte er die Sendung Making-of, präsentiert von Marc Ysaye. Diese Radioserie befasst sich mit der Entstehung legendärer Rockalben. Sie nahm eine zentrale Stellung in Rieppis Radiokarriere ein. Im Jahr 2010 erhielt er gemeinsam mit Marc Ysaye den Prix des Radios francophones publiques für die Beste editierte Musiksendung in der Kategorie Kurzformat für die Episode von Making-of, die dem Titel Blackbird der Beatles gewidmet war.
Nach der Moderation und Co-Moderation zahlreicher Sendungen, Kurzbeiträge und Segmente während der verschiedenen Radiosaisons co-moderiert Laurent Rieppi derzeit auf Classic 21:
- Soundtrack: Eine Sendung, die sonntagmorgens ausgestrahlt wird, co-moderiert mit Laurent Debeuf, Dominique Ragheb und Walter De Paduwa. Dieses Programm nimmt eine zentrale Rolle im Sender ein und bietet eine Übersicht über die aktuellen Entwicklungen in der Rockmusik, begleitet von einer charakteristischen Sender-Soundkulisse.[19][20][21]
- Rock & Roll Attitude: Eine tägliche Morgensendung, die gemeinsam mit Fanny Gillard produziert wird. Jeden Tag wird eine neue Anekdote aus der Rockwelt präsentiert und in ihren sozialen Kontext gesetzt.[22]
- Nobody Knows: Eine montagabendliche Sendung in Zusammenarbeit mit Pierre Lorand, die unbekannte Fakten über ikonische Rockmusiker enthüllt.[23]

Obwohl er keine feste Fernsehsendung hat, erscheint er gelegentlich im Fernsehen, um über aktuelle Musikthemen zu sprechen. Insbesondere tritt er im Nachrichtenjournal von La Une, dem ersten Fernsehsender der RTBF, auf.

### Interviews
Laurent Rieppi hat im Laufe seiner Karriere zahlreiche Interviews mit prominenten Persönlichkeiten der Rockmusik geführt. Sein erstes bedeutendes Interview fand 2005 mit Marianne Faithfull statt. Bemerkenswert ist, dass er sich nicht nur auf klassische Rockmusiker beschränkt, sondern auch viele neuere oder zeitgenössische Künstler interviewt hat, darunter Therapy?.
Im Jahr 2011 interviewte er den Fotografen und Kriegsberichterstatter Patrick Chauvel. Während dieses Gesprächs erinnerte sich Chauvel an seiner Begegnung mit Jim Morrison im Jahr 1971 im Nachtclub Rock'n'Roll Circus in Paris – kurz vor dessen Tod. Das Interview stellte Morrison in den kulturellen und künstlerischen Kontext jener Zeit und betonte die Bedeutung seiner Musik und Texte.
Zu seinen bemerkenswertesten Interviews gehören:
- Joe Cocker (2010)[28]
- Brian May und Roger Taylor von Queen (2018)[29]
- Iggy Pop (2019)[30]
- Nile Rodgers (2021)[31]
- Tom Barman (2023)[32]
- Carlos Santana (2025)[33]

Im Jahr 2023 interviewte Laurent Rieppi Mick Jagger, Sänger und Mitbegründer der Rolling Stones, anlässlich der Veröffentlichung des Albums Hackney Diamonds. Während dieses Gesprächs enthüllte Mick Jagger die Geheimnisse seiner Stimme und seiner Ausdauer und betonte dabei die Bedeutung von Übung und Glück für seine Karriere.

### Autor
Laurent Rieppi ist auch Autor und hat mehrere Bücher geschrieben oder mitverfasst, die sich mit Künstlern wie David Bowie, Lou Reed, Queen und Nick Cave beschäftigen.
Darüber hinaus erforscht seine Arbeit auch umfassendere Themen innerhalb der Rockmusik.

### Dozent
Seit 2021 ist Laurent Rieppi Dozent für Musikkultur an der Haute École Albert Jacquard, wo er für das Fach Geschichte der modernen Musik verantwortlich ist. Sein Kurs behandelt die Ursprünge und Entwicklungen musikalischer Strömungen mit besonderem Fokus auf die kulturelle Bedeutung der Rockmusik.

### Redner
Parallel zu seinen medienbezogenen Aktivitäten hält Laurent Rieppi Vorträge zu Themen der Rockgeschichte und deren kultureller Bedeutung. Zudem organisiert er – allein oder in Zusammenarbeit – Hörabende, bei denen er ikonische Alben aus dem Classic Rock kommentiert.
Gelegentlich spricht er als Einleitung zu Konzerten von Tribute-Bands und ordnet sie in ihren historischen Kontext ein. In einem unterhaltsameren Rahmen moderiert er regelmäßig interaktive Veranstaltungen wie Blind Tests und Musikquizze.

## Bibliografie
- Laurent Rieppi: Allo Bowie? C'est David! Lamiroy, Brüssel 2013, ISBN 978-2-87595-003-1, S. 194 (französisch).

- Laurent Rieppi: Lou Reed – On the Wild Side. Renaissance du livre, Waterloo 2014, ISBN 978-2-507-05241-6, S. 192 (französisch).

- Laurent Rieppi: David Bowie de A à Z. Le livre en papier, 2017, ISBN 978-2-39017-281-9, S. 256 (französisch).

- Antoine Binamé, Laurent Rieppi: We Will Rock You – Queen de A à Z. Universal Music Books, Zaventem 2017, ISBN 978-2-930914-11-4, S. 393 (französisch).

- Antoine Binamé, Laurent Rieppi: Nick Cave – Mauvaise graine. Rock & Folk, 2022, ISBN 978-2-38058-260-4, S. 200 (französisch).

- Fanny Gillard, Laurent Rieppi: Rock'n'roll Attitude. Rock & Folk, 2022, ISBN 978-2-38058-251-2, S. 110 (französisch).